# Lente gravitatoria

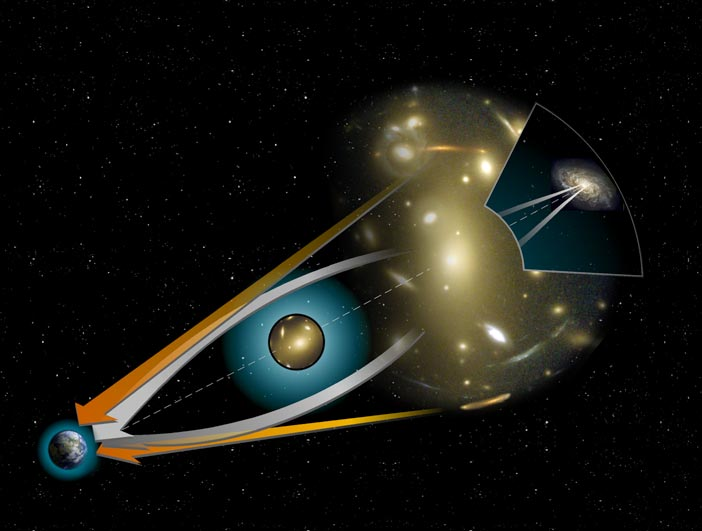
Esquema de trayectorias de luz en una lente gravitatoria. Las imágenes de objetos distantes adquieren forma de arcos rodeando el objeto masivo intermedio.

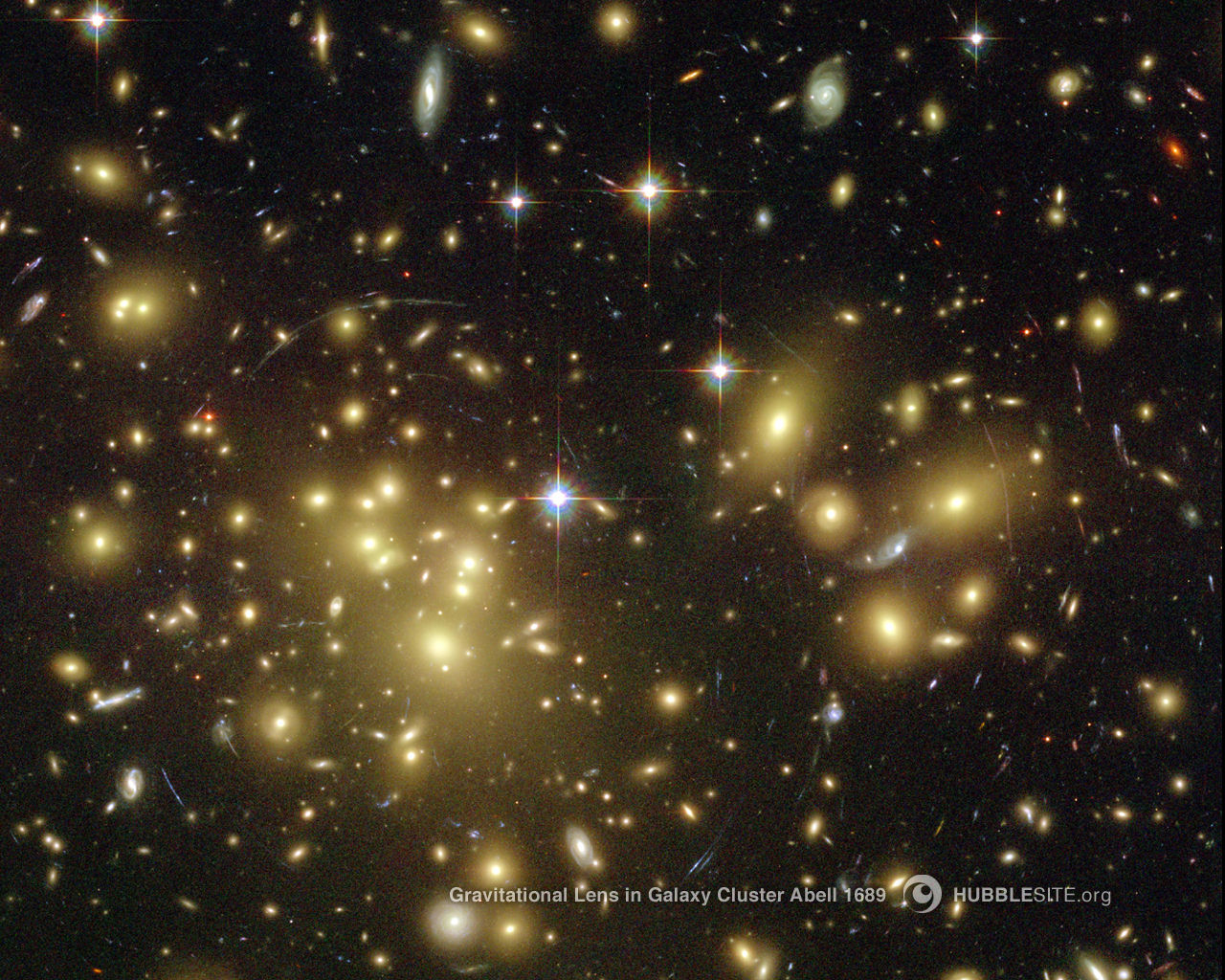
Efectos de lentes gravitatorias observados en una imagen del telescopio espacial Hubble. La lente está formada por el clúster de galaxias Abell 1689. Ampliada muestra imágenes extendidas en arcos de galaxias distantes.

Simulación del efecto de lente gravitatorio (agujero negro), al pasar por delante de una galaxia de fondo.

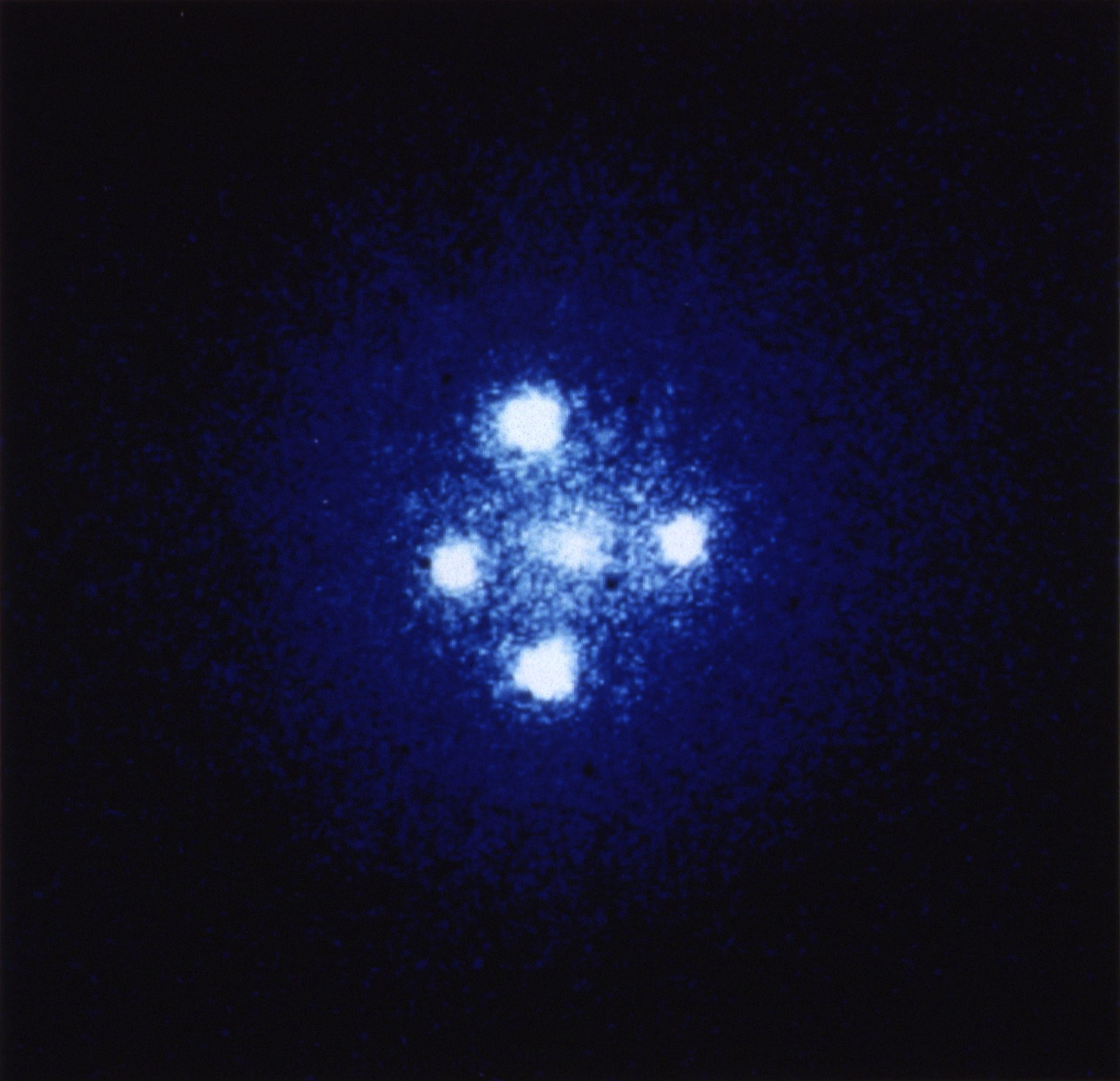
Es la formación conocida como la Cruz de Einstein, cuatro imágenes del mismo cuásar lejano aparecen alrededor de una galaxia en primer plano debido a las lentes gravitatorias fuertes.

En astrofísica una lente gravitatoria —también denominada lente gravitacional por calco de la forma inglesa— se forma cuando un haz de luz procedente de objetos distantes y brillantes se curva alrededor de un objeto masivo (como una galaxia) situado entre el objeto emisor y el receptor.
Las lentes gravitatorias fueron predichas por la teoría de la relatividad general de Einstein. En el año 1919 se pudo probar la exactitud de la predicción. Durante un eclipse solar el astrónomo Arthur Eddington observó cómo se curvaba la trayectoria de la luz proveniente de estrellas distantes al pasar cerca del Sol, produciéndose un desplazamiento aparente de sus posiciones. Los fenómenos de lentes gravitatorias pueden utilizarse para detectar la presencia de objetos masivos invisibles, tales como agujeros negros, la materia oscura e incluso planetas extrasolares.
Hay tres clases de fenómenos de lente gravitatoria:
1. Fuerte: distorsiones fácilmente visibles tales como formación de anillos de Einstein, arcos y múltiples imágenes.
2. Débiles: distorsión débil de los objetos de fondo que puede ser detectada únicamente analizando un gran número de los objetos de fondo.
3. Microlente: sin distorsión aparente en la forma pero con variaciones débiles de la intensidad de luz de los objetos de fondo.

Una lente gravitatoria actúa en todo tipo de radiación electromagnética y no únicamente en luz visible. De hecho, este tipo de lentes carecen de aberración cromática, es decir, su efecto no depende de la longitud de onda de la luz sobre la que actúan, sino que es igual para todos los rangos del espectro electromagnético, sea este óptico, infrarrojo, ultravioleta o cualquier otro. Esto permite poder analizar los objetos amplificados por la lente mediante las técnicas habituales de fotometría o espectroscopia astronómicas. Efectos de lentes gravitacionales han sido propuestos sobre la radiación de fondo de microondas y sobre algunas observaciones de radio y rayos x.
Al modelar la luz como corpúsculos que viajan a la velocidad de la luz, la física newtoniana también predice el doblado de la luz, pero solo en la mitad de lo que predice la teoría de relatividad general.

## Principio

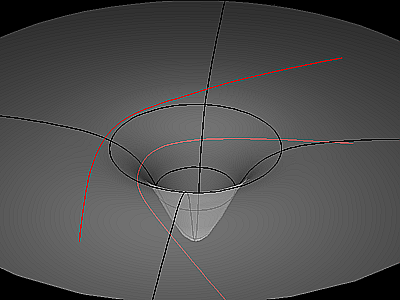
Dos líneas geodésicas, en rojo, sobre una superficie curva, esas geodésicas coinciden con las trayectorias de dos partículas en el campo gravitatorio esférico de una masa central de acuerdo con la teoría general de la relatividad.

Un astro masivo, como un agujero negro o una galaxia, deforma el espacio-tiempo, según las leyes de la relatividad general. La luz, que siempre sigue el camino más corto, sigue líneas geodésicas en el espacio-tiempo que ya no son líneas rectas y, por tanto, es desviada por el campo gravitatorio.
A diferencia de las lentes ópticas, la desviación de los rayos luminosos es máxima en el punto más cercano al centro de la lente gravitatoria y mínima en el punto más alejado de dicho centro. (Si el observador está muy lejos, el efecto será despreciable y la fuente de fondo se verá casi con normalidad). Por consiguiente, una lente gravitatoria no tiene un único punto focal, sino una "línea focal".
Así, por ejemplo, si una galaxia cercana y un cuásar lejano se encuentran en la misma línea de visión, es decir, exactamente en la misma dirección del cielo con respecto al observador, la luz del cuásar se desviará fuertemente al pasar cerca de la galaxia. Los rayos de luz que pasan ligeramente por encima de la galaxia se desvían hacia abajo y dan lugar a una imagen del cuásar desplazada hacia arriba. Por otro lado, los rayos de luz que pasan por debajo de la galaxia se desvían hacia arriba y dan lugar a una imagen del cuásar desplazada hacia abajo. De este modo, la galaxia cercana, al perturbar la propagación de la luz del cuásar, da lugar a varias imágenes del cuásar.
El número total de imágenes viene determinado por la forma de la galaxia y la precisión de la alineación. A veces, cuando la alineación entre los dos objetos es perfecta, la imagen del objeto lejano puede modificarse hasta el punto de adoptar la forma de un anillo luminoso que rodea la imagen del objeto cercano.
Al observar ciertas galaxias o cuásares, a veces se observan curiosos efectos ópticos: su imagen se duplica, triplica o incluso quintuplica a una distancia de algunos segundos de arco, o adopta la forma de arcos curvados alrededor de un eje central. Estas imágenes múltiples están en perfecta correlación en todos los puntos. Además de multiplicar las imágenes del cuásar, la galaxia también concentrará la luz del cuásar y, por tanto, producirá imágenes mucho más brillantes. Se trata de un efecto bienvenido cuando se observan cuerpos muy débiles.

## Aplicaciones astronómicas
Las lentes gravitacionales pueden utilizarse como en un telescopio para observar la luz procedente de objetos muy lejanos. Investigadores estadounidenses fueron capaces de detectar la galaxia más lejana conocida gracias al efecto de lente gravitacional ejercido por la agrupación de galaxias Abell 2218. Estas observaciones fueron realizadas con el telescopio espacial Hubble (15 de febrero de 2004). Tres planetas extrasolares han sido descubiertos también en eventos de microlentes gravitacionales. Esta técnica permitirá detectar la presencia de planetas de masa terrestre alrededor de estrellas parecidas al Sol si estos son comunes.
Además se pueden usar en sentido completamente inverso: a partir de la deformación de las fuentes de fondo se puede deducir la distribución de masa del objeto que hace de lente. Esto es especialmente útil en el caso de cúmulos de galaxias, como el ya mencionado Abell 2218 o muchos otros. Esta técnica tiene la ventaja de que es capaz de rastrear también la materia oscura del cúmulo.

## Observaciones
En 1937, utilizando las leyes de la relatividad general, Fritz Zwicky predijo que las galaxias pueden causar efectos gravitatorios en la luz de las fuentes que ocultan. Los efectos de lente gravitacional fueron discutidos por otros autores a finales de la década de 1960.
El primer ejemplo de este fenómeno fue observado el 29 de marzo de 1979 por el astrónomo británico Dennis Walsh y sus colegas en Kitt Peak. Los astrónomos observaron dos imágenes de un cuásar llamado Q0957+561A-B. Los dos objetos, separados por seis segundos de arco, son de magnitud 17,5 y tienen exactamente el mismo espectro, con un desplazamiento al rojo de 1,407. Walsh supone que se trata de una imagen duplicada de un único cuásar. Observaciones posteriores lo confirman y muestran que, en este caso, la lente gravitatoria es creada por una galaxia elíptica gigante cuatro veces más cercana a la Tierra que el cuásar.
Los efectos de las fuertes lentes gravitatorias creadas por los cúmulos de galaxias fueron detectados por primera vez a finales de la década de 1970 por Roger Lynds, del National Optical Astronomy Observatory (Observatorio Nacional de Astronomía Óptica), y Vahe Petrosian, de la Universidad de Stanford, cuando descubrieron un arco de luz gigante en un estudio de cúmulos de galaxias. Lyngs y Petrosian publicaron su descubrimiento varios años después, en 1986, sin conocer el origen del arco.
En 1984, J. Anthony Tyson, de los Laboratorios Bell, y sus colaboradores fueron los primeros en postular el concepto de lente gravitacional galaxia-galaxia, aunque sus resultados no fueron concluyentes.
En 1987, un equipo dirigido por Genevieve Soucail, del Observatorio de Toulouse, presentó datos de una estructura anular azul en Abell 370 y lanzó la idea de un efecto de lente gravitacional.·.
En 1988, los radioastrónomos del Very Large Array descubrieron una lente gravitatoria en forma de anillo, MG 1131+0456, coherente con la teoría. El objeto recibió el nombre de "anillo de Einstein".
El primer análisis de las lentes gravitatorias creadas por cúmulos fue realizado en 1990 por un equipo dirigido por Tyson. Detectaron una alineación coherente de galaxias aplanadas de color azul pálido detrás de Abell 1689 y CL 1409+52.

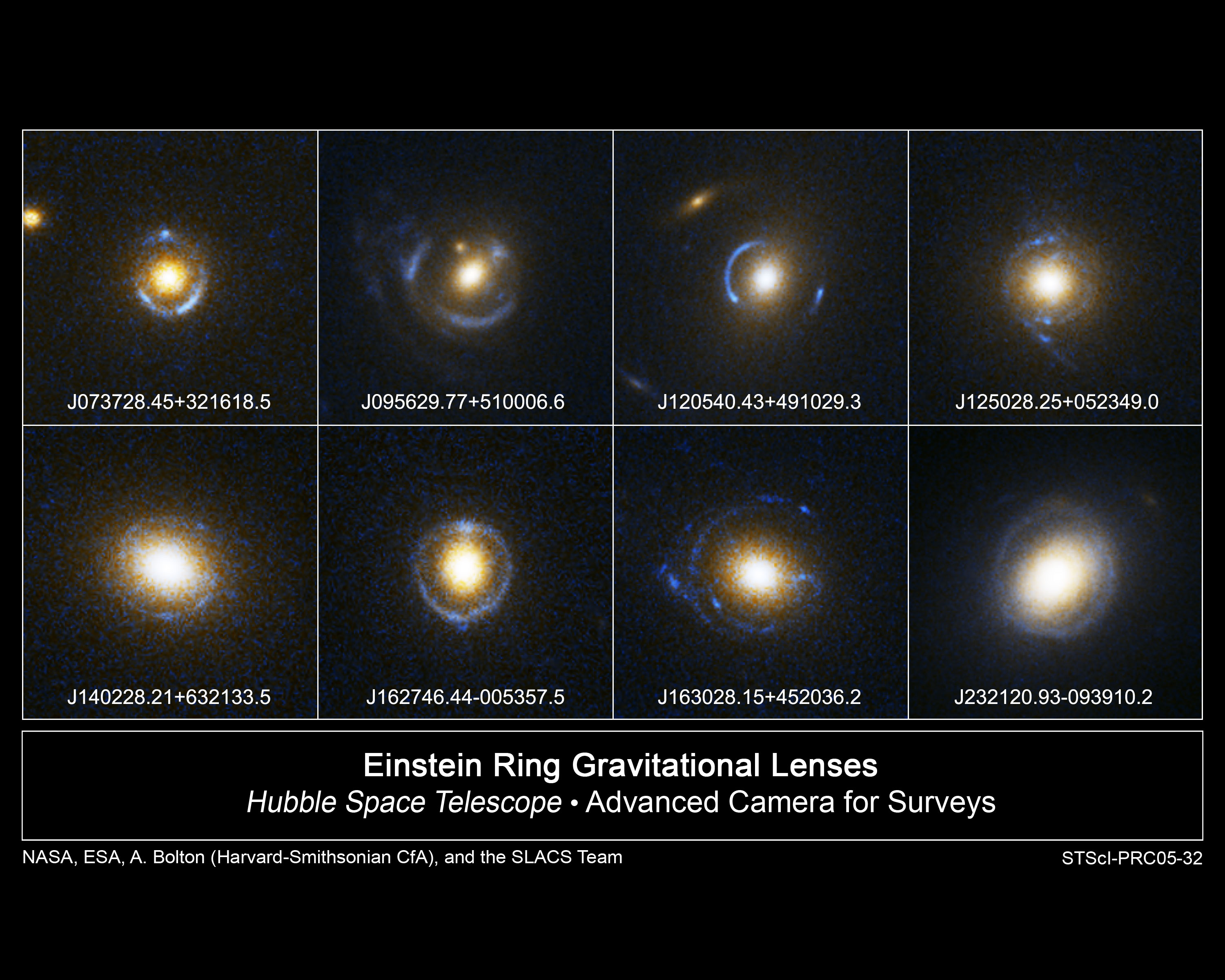
Varios anillos parciales de Einstein tomados por el telescopio espacial Hubble.

En 1995, el telescopio espacial Hubble reveló un ejemplo muy impresionante de lente gravitacional creada por el cúmulo de galaxias Abell 2218, que produce múltiples imágenes de toda una población de galaxias lejanas y da lugar a más de 120 arcos de luz.
En 1996, Tereasa G. Brainerd publicó observaciones convincentes de lentes gravitacionales galaxia-galaxia. 
En 2000, un amplio estudio que utilizaba observaciones del Sloan Digital Sky Survey presentó resultados significativos de lentes galaxia-galaxia..
Ese mismo año, cuatro grupos independientes publicaron la primera detección de cizalladura cósmica.
Desde estos descubrimientos, la construcción de telescopios más grandes con mejores resoluciones y la llegada de los estudios de galaxias de campo amplio han aumentado enormemente el número de fuentes de fondo y de galaxias lenticulares en primer plano, facilitando la observación de señales lenticulares y permitiendo un muestreo estadístico mucho más robusto de las galaxias implicadas.
En 2017, los datos del telescopio espacial Hubble midieron la masa de una enana blanca a través de lentes gravitacionales, con una desviación de 31,53 ± 1,20 más.
Las diferentes imágenes de un mismo objeto debidas a las lentes gravitacionales son el resultado del recorrido de los rayos de luz a lo largo de distancias que pueden diferir significativamente de una imagen a otra. Estas imágenes en un momento dado representan entonces el objeto en momentos significativamente diferentes. En 2021, un estudio de fotografías tomadas en 2016-2017 por el telescopio espacial Hubble revela la aparición de la supernova AT 2016jka en tres imágenes de la lejana galaxia MRG-M0138, con desfases de hasta casi 200 días. La aparición de esta supernova en una cuarta imagen está prevista para 2037 ± 2. Su observación debería aportar nuevos datos sobre la constante de Hubble y la energía oscura.

## Simulación gráfica
La imagen de la derecha muestra una simulación del efecto de lente gravitacional causado por un agujero negro de Schwarzschild al pasar por delante de una galaxia de fondo. Una imagen secundaria de la galaxia se puede ver dentro del radio de Einstein del agujero negro en el lado opuesto de la galaxia. La imagen secundaria crece (quedándose dentro del anillo de Einstein) a medida que la imagen principal se acerca al agujero negro. El brillo superficial de las dos imágenes se mantiene constante, pero su tamaño angular varía, por lo tanto, produciendo una amplificación de la luminosidad de la galaxia vistas por un observador distante. La amplificación máxima se produce cuando la galaxia (o en este caso una parte brillante de la misma) esta exactamente detrás del agujero negro.

## Medición de lentes débiles

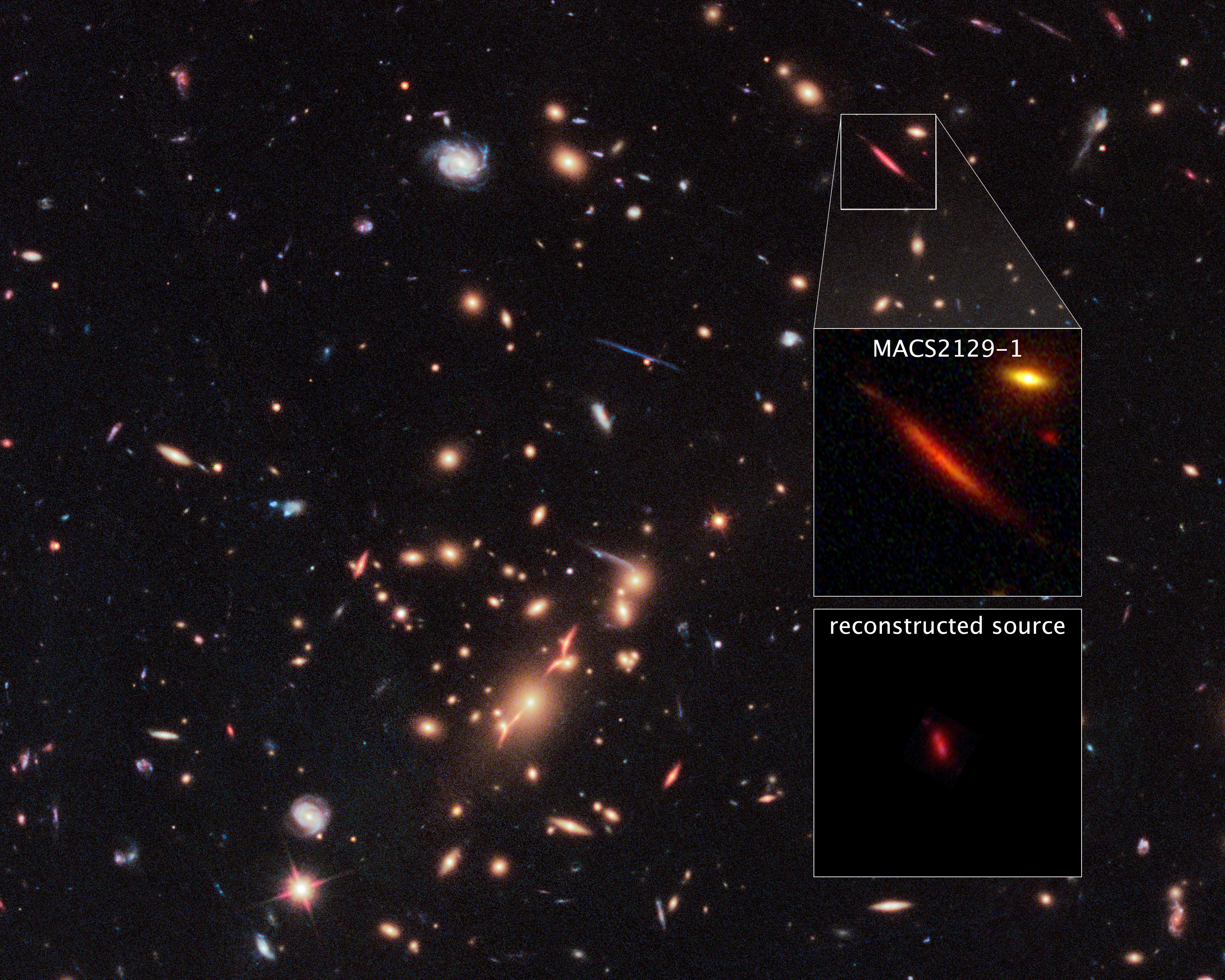
Galaxy cluster MACS J2129-0741 and lensed galaxy MACS2129-1.

Kaiser, Squires y Broadhurst (1995), Luppino & Kaiser (1997) y Hoekstra et al. (1998) prescribieron un método para invertir los efectos de la función de dispersión de puntos (PSF) de corrimiento y cizallamiento, recuperando un estimador de cizallamiento no contaminado por la distorsión sistemática de la PSF. Este método (KSB+) es el más utilizado en las mediciones de cizalladura de lentes débiles.
Las galaxias tienen rotaciones e inclinaciones aleatorias. Como resultado, los efectos de cizallamiento en lentes débiles deben determinarse por orientaciones estadísticamente preferidas. La principal fuente de error en la medición de lentes se debe a la convolución de la PSF con la imagen lente. El método KSB mide la elipticidad de la imagen de una galaxia. La cizalladura es proporcional a la elipticidad. Los objetos de las imágenes lente se parametrizan en función de sus momentos cuadrupolares ponderados. Para una elipse perfecta, los momentos cuadrupolares ponderados están relacionados con la elipticidad ponderada. KSB calcula cómo una medida de elipticidad ponderada está relacionada con la cizalla y utiliza el mismo formalismo para eliminar los efectos de la PSF.
Las principales ventajas del KSB son su facilidad matemática y su aplicación relativamente sencilla. Sin embargo, la KSB se basa en la suposición clave de que la PSF es circular con una distorsión anisotrópica. Se trata de una suposición razonable para los sondeos de cizalladura cósmica, pero la próxima generación de sondeos (por ejemplo, LSST) puede necesitar una precisión mucho mayor que la que puede proporcionar el KSB.